# Suzanne Hazenberg
Suzanne Hazenberg (Amsterdam, 5 april 1964) is een Nederlandse schrijfster en scenarioschrijfster.
Hazenberg volgde de middelbare school op het Ir. Lely Lyceum in Amsterdam. Na het behalen van haar diploma volgde ze de opleiding Toegepaste taalkunde aan de Vrije Universiteit te Amsterdam. Sinds 1996 schrijft Hazenberg scenario's voor Scriptstudio, eerst voor Goudkust en later voor Goede tijden, slechte tijden.
Naast het schrijven voor televisieseries, bracht ze in 1997 haar eerste boek uit, De vrouw van Emilie. Op 1 september is haar tweede boek, een literaire thriller, gepresenteerd. De titel van dit boek is Obstructie.